# Csövescsőrűfélék
A csövescsőrűfélék (Aulorhynchidae) a csontos halak (Osteichthyes) főosztályának sugarasúszójú halak (Actinopterygii) osztályába és a pikóalakúak (Gasterosteiformes) rendjébe tartozó család.

## Rendszerezés
A családba az alábbi 2 nem és 2 faj tartozik
- Aulichthys (Brevoort in Gill, 1862) - 1 faj
  - Aulichthys japonicus

- Aulorhynchus (Gill, 1861) - 1 faj
  - Aulorhynchus flavidus

## Megjegyzés
Az elnevezésére vonatkozó helyesírási szabály megtalálható itt: Gozmány László: A magyar állatnevek helyesírási szabályai, Folia Entomologica Hungarica 55. Budapest, 1994. 436. o. http://library.hungaricana.hu/hu/view/FoliaEntomologica_1994_55/?pg=430&zoom=h&layout=s